# Bethmann Bank
Die Bethmann Bank AG war eine deutsche Privatbank mit Sitz in Frankfurt am Main. Sie war eine Tochtergesellschaft der niederländischen ABN AMRO Bank N.V. und ging 2004 aus der Fusion des Bankhauses Delbrück & Co mit Bethmann-Maffei hervor. Von 2004 bis Oktober 2011 firmierte sie als Delbrück Bethmann Maffei AG. Im Oktober 2022 wurde die Bank auf die deutsche Niederlassung der ABN AMRO Bank N.V. verschmolzen, die Geschäfte werden über die Marke Bethmann Bank aber weiter betrieben. 2025 fusionierte sie mit der Hauck Aufhäuser Lampe Privatbank zu Bethmann HAL. Ihre Tätigkeitsschwerpunkte sind die Vermögensverwaltung, Vermögensberatung und Vermögensplanung.

## Geschichte
Die Bethmann Bank geht auf die Gründungsgesellschaften des Vorläuferinstituts Delbrück Bethmann Maffei AG, der LGT Bank Deutschland und des Privatkundengeschäfts der Credit Suisse Deutschland AG zurück. Drei der ursprünglich eigenständigen Vorgängerinstitute sind das Bankhaus Delbrück & Co., das Bankhaus Gebrüder Bethmann und das Bankhaus Maffei & Co.:

### Bankhaus Delbrück & Co.

#### Von Splitgerber & Daum zu Gebr. Schickler
Als ältestes Vorläuferinstitut der Bethmann Bank gründeten David Splitgerber (1683–1764) und Gottfried Adolph Daum (1679–1743) am 16. Juli 1712 das Bank- und Handelsgeschäft Splitgerber & Daum, das als erstes Bankgeschäft Berlins und seit seiner Gründung bis 1910 als Privatbank und Finanzier der preußischen Könige und deutschen Kaiser fungierte. Die ersten Handelsgeschäfte führten die beiden Gründer gemeinsam mit dem Königlichen und Kurfürstlichen Hauptzeughaus in Dresden für August den Starken (1670–1733), Kurfürst von Sachsen und König von Polen, aus. Es folgten weitere Aufträge für König Friedrich Wilhelm I. von Preußen (1688–1740), den sogenannten Soldatenkönig, der die Rekrutierung seiner preußischen Armee „Lange Kerls“ über ein Konto bei Splitgerber & Daum bezahlte. Schon bald erweiterte das Bank- und Handelshaus seine Geschäftstätigkeit, indem es u. a. Unternehmen des preußischen Staats pachtete, darunter ein Messingwerk, eine Gewehrfabrik und eine Eisenspalterei. Die in den Fabriken erzeugten Produkte verkauften Splitgerber & Daum zu festen Preisen wieder an den preußischen Staat. Neben Büchern und Wein lieferte und kreditierte das Bank- und Handelshaus außerdem auch Marmor und Statuen für die Schlösser und Gärten der preußischen Könige in Potsdam. Die engen Geschäftsbeziehungen zu Preußen wurden ab 1740 unter der Herrschaft von Friedrich II., besser bekannt als Friedrich der Große (1712–1786), weiter ausgeweitet. Insbesondere David Splitgerber avancierte zum Ratgeber Friedrichs des Großen in finanziellen und geschäftlichen Angelegenheiten. Von 1740 bis 1763 unterstützte er Preußen zudem in den drei Schlesischen Kriegen mit der Lieferung von Kriegsmaterial und Getreide. Als Dank für die finanzielle Unterstützung insbesondere während des dritten Schlesischen Kriegs, dem Siebenjährigen Krieg, erhielt das Bankhaus ein Porträtbild von Friedrich dem Großen, das sich bis heute im Besitz der Bethmann Bank befindet.
Als Splitgerber 1764 starb, übernahmen seine Schwiegersöhne Johann Jacob Schickler und Friedrich Heinrich Berendes die Geschäftsführung des Unternehmens. 1775 wurde der Firmenname in David Splitgerbers seel. Erben geändert. Nach Vermögensaufteilung unter den einzelnen Erbengemeinschaften (Daum, Berendes und Splitgerber) und nach dem Ausscheiden von Erben durch Tod oder Abfindung gelangte das Bank- und Handelshaus schließlich 1795 in das Eigentum der beiden Enkel Splitgerbers, der Brüder David Schickler sen. (1755–1818) und Johann Ernst Schickler (1761–1801), die das Unternehmen daraufhin unter dem Namen Gebrüder Schickler fortsetzten. Im Laufe des 19. Jahrhunderts erfuhr das Bankhaus eine Reihe von Generations- und Gesellschafterwechseln: 1804 wurde David Schickler jun. (1777–1866), Sohn von David Schickler sen., Mitinhaber der Bank. Nach dem Tod von David Schickler sen. 1818 trat dessen Neffe Johann Georg Schickler in den Inhaberkreis ein und wurde nach dem Ausscheiden von David Schickler jun. 1820 Alleininhaber des Bankhauses. Zur Mitte des 19. Jahrhunderts übernahm sein Sohn Arthur Freiherr von Schickler im Jahre 1852 die Verantwortung über das Bankhaus Gebrüder Schickler. 1859 folgte ihm sein Bruder Ferdinand Freiherr von Schickler und wurde Mitinhaber der Bank. Gleichzeitig stiegen Hermann Zwicker und Gustav Sonntag in die Geschäftsführung ein. Auch im 19. Jahrhundert beruhten die wirtschaftlichen Aktivitäten des Bankhauses auf Verbindungen zu staatlichen Institutionen. Außerdem beteiligte sich die Bank an Handelsgesellschaften und Schiffen und besaß unterschiedliche Industrieunternehmen wie eine Stahl- und Eisenfabrik, eine Gewehrfabrik, eine Zuckerraffinerie sowie eine Spiegelmanufaktur.

#### Gründung von Delbrück Leo & Co. (Berlin)
Im Jahr 1857 gründeten Adelbert Delbrück (1822–1890) und Heinrich Leo die Generalagentur Delbrück Leo & Co. Bank- und Kommissionsgeschäft, Berlin. Stille Beteiligte waren die Concordia Lebensversicherung und Franz Wilhelm Koenigs. Das Bankhaus finanzierte junge Großunternehmen wie Siemens, Krupp und andere. 1869 wurde das Bankhaus in Delbrück Leo & Co. umbenannt. Ab 1878 war der Schaaffhausen’sche Bankverein, der die stillen Beteiligungen der Concordia und Franz Wilhelm Koenigs' übernommen hatte und in der Koenigs' Sohn Ernst Friedrich Wilhelm Koenigs Direktor war, als alleiniger Kommanditist am Kapital des Bankhauses Delbrück Leo & Co. beteiligt. Das Bankhaus hatte seinen Sitz in der Mauerstraße 61/62 in Berlin-Mitte. Adelbert Delbrück war 1870 mit weiteren Gesellschaftern Gründungsmitglied der Deutsche Bank AG, wo er von 1871 bis 1885 als Vorsitzender des Aufsichtsrats tätig war. In den Jahren der Gründerzeit entstanden durch sein Mitwirken etwa der Berliner Bankverein oder die Aktiengesellschaft für Boden- und Communalcredit in Straßburg.

#### Fusion zu Delbrück Schickler & Co.

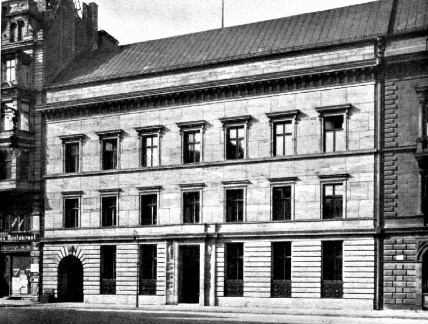
Bankhaus Delbrück, Schickler & Co., Mauerstraße 63–65

Im Jahr 1910 fusionierten die Bankhäuser Gebrüder Schickler & Co. und Delbrück Leo & Co. zum Bankhaus Delbrück Schickler & Co. Neben Teilhabern wie den Bankiers Franz Koenigs und Gustaf Ratjen gehörte mit Marguerite Gräfin von Pourtales, geborene Freiin von Schickler und Tochter von Arthur Freiherr von Schickler, ab 1910 erstmals auch eine Frau dem Inhaberkreis der Bank an.
Aufgrund der politischen Unruhen nach Ende des Ersten Weltkriegs in Berlin wurde durch Eintritt des Gesellschafters Karl von der Heydt 1918 in Köln die Schwestergesellschaft Delbrück von der Heydt & Co. gegründet. Neben Karl von der Heydt (1858–1922) gehörten Adelbert Delbrück (1898–1979), Gustaf Ratjen (1881–1928), der Justizrat Otto Strack (1869–1940) sowie der jüdische Industrielle Richard Merton (1881–1960) zu den Gesellschaftern der Bank.
Bei Delbrück von der Heydt & Co. war von September 1921 bis Februar 1923 der gelernte Bankkaufmann Hermann Josef Abs (1901–1994) als Angestellter tätig. Nach Lehr- und Wanderjahren stieg er 1929 schließlich als Prokurist im Berliner Schwesterinstitut Delbrück Schickler & Co. ein. 1932 erhielt er Einzelprokura; zum 1. Januar 1935 wurde er Teilhaber von Delbrück Schickler & Co. Als Prokurist bewahrte Abs die Bank während der Weltwirtschaftskrise ab 1929 und der daraus resultierenden Bankenkrise 1931 vor erheblichen Verlusten. Er war maßgeblich dafür verantwortlich, dass sich das Bankhaus 1931 von seiner finanziellen Verbindung zur Warenhauskette Hermann Tietz (später Hertie) löste. Auch an der Sanierung der in Zahlungsschwierigkeiten geratenen Karstadt AG war das Bankhaus Delbrück Schickler & Co. neben weiteren Banken beteiligt. Durch die Initiative Abs‘ gelang 1936 zudem die Reprivatisierung der Commerz- und Privatbank (heute: Commerzbank), die 1931 verstaatlicht worden war. Unter der Führung des Bankhauses Delbrück Schickler & Co. übernahm ein Konsortium von Banken – darunter das jüdische Bankhaus J. Dreyfus & Co. (Berlin), das der Commerzbank nahestehende Bankhaus J. H. Stein (Köln) und die Reichskreditgesellschaft – in zwei Tranchen Aktien der Commerz- und Privatbank im Gesamtwert von rund 22,3 Millionen Reichsmark, die vom Staat gehalten wurden, platzierte diese an der Wertpapierbörse und brachte die Aktien der Commerzbank somit wieder in Privatbesitz.
Anfang 1938 wechselte Abs zur Deutschen Bank, wo er zum 2. Januar 1938 in den Vorstand berufen wurde.
Adolf Ratjen (1910–1989), Sohn des Teilhabers Gustaf Ratjen, trat 1938 als Teilhaber ein. Als Gesellschafter fungierte er bis zu seinem Tod 1989. Die beiden jüdischen Teilhaber des Berliner Bankhauses Delbrück Schickler & Co., Richard Merton und Alfred Lehmann, wurden während der nationalsozialistischen „Entjudung“ als „nichtarische“ Teilhaber aus dem Gesellschafterkreis der Bank gedrängt; Merton schied 1935 aus, Lehmann 1937. Richard Merton soll zunächst ins Konzentrationslager Buchenwald deportiert, wieder freigelassen worden und später mit seiner Frau nach England emigriert sein. Er kehrte nach dem Zweiten Weltkrieg aus dem englischen Exil. Das Kölner Bankhaus J. H. Stein war seit 1935 mit einer stillen Einlage am Bankhaus Delbrück von der Heydt & Co. beteiligt.
Nur wenig ist bislang über die Aktivitäten des Bankhauses während der Zeit des Nationalsozialismus bekannt. Neben zwei weiteren Bankhäusern (E. J. Meyer, Deutsche Landvolkbank, Berlin) gewährten die Bankhäuser Delbrück Schickler & Co. in Berlin sowie Delbrück von der Heydt in Köln 1940/41 dem Bankier und NS-Kunsthändler Alois Miedl (1903–1970), der vor allem mit NS-Raubkunst handelte und engen Kontakt zu Hermann Göring pflegte, einen Kredit über vier Millionen Reichsmark. Dieser hatte als Sicherheit für Kredite Bilder – u. a. ein Gemälde von Rembrandt, das nach dem Zweiten Weltkrieg als Raubkunst konfisziert wurde – beim Bankhaus E. J. Meyer hinterlegt. Beim Bankhaus Delbrück wurden vom damaligen Chef der Reichskanzlei Hans Heinrich Lammers erhebliche Teile des Vermögens Adolf Hitlers angelegt.
Das Bankgebäude von Delbrück Schickler & Co. wurde im Zweiten Weltkrieg zerstört. Durch die Mitinitiative von Hermann Josef Abs erfolgte der Wiederaufbau zunächst in Hamburg. Delbrück Schickler & Co. wirkte in allen wesentlichen Emissionskonsortien deutscher Aktiengesellschaften und im Bundesanleihekonsortium mit, wie etwa ab 1953 im Emissionskonsortium zur Börseneinführung von Namensaktien der Farbwerke Hoechst AG, Frankfurt a. M., eine der Nachfolgegesellschaften der I.G. Farbenindustrie AG. In diesem Bankenkonsortium wirkte auch das Bankhaus Gebrüder Bethmann mit.

#### Fusion zu Delbrück & Co. (Berlin/Köln)
1968 fusionierten die beiden Bankhäuser Delbrück Schickler & Co. aus Berlin und Delbrück von der Heydt & Co. aus Köln zu Delbrück & Co. mit juristischen Sitzen in Berlin und Köln. Weitere Niederlassungen unterhielt die Bank in Berlin, Hamburg, Köln und Aachen. 1970 trat Peter von der Heydt Freiherr von Massenbach (1938–2008), ein Neffe des Bankiers und Kunstmäzens Eduard Freiherr von der Heydt (1882–1964), in den Gesellschafterkreis der Bank ein. Ende der 1970er-Jahre gehörten dem Gesellschafterkreis der als offenen Handelsgesellschaft (oHG) geführten Bank insgesamt elf persönlich haftende Gesellschafter an, darunter Jürgen Frese, der bereits 1950 als Partner ins Bankhaus einstieg, und ebenfalls als Teilhaber Axel Momm (* 1932 in Berlin). In Köln hatte das Bankhaus Delbrück & Co. seinen Sitz in der Gereonstraße 15/23, wo sich bis Mitte 2023 die Kölner Niederlassung der Bethmann Bank befand.
Erstmals in der bis dahin 260-jährigen Unternehmensgeschichte veröffentlichte Delbrück & Co. Berlin/Köln 1972 seine Bilanz über das abgelaufene Geschäftsjahr 1971. Mit einer Bilanzsumme von rund 555 Mio. DM und einem Geschäftsvolumen von 695 Mio. DM gehörte das Bankinstitut demnach zu den bedeutenden Privatbanken Deutschlands. Das Institut war zu dem Zeitpunkt unter anderm am Bankhaus Carl. F. Plum in Bremen und am Pariser Privatbankhaus Neuflize, Schlumberger, Mallet (heute: Neuflize OBC, eine Marke der ABN AMRO) beteiligt. Mit dem Geschäftsmodell einer Universalbank fokussierte sich das Bankhaus zunehmend auf das Kredit- und Wertpapiergeschäft mit Unternehmen aus dem Mittelstand und deren Beratung. Gleichzeitig gewann auch die Vermögensverwaltung von Privatkunden an Relevanz. 1972 gründete Delbrück & Co. eine Filiale in Frankfurt am Main, die sich zunächst auf den Wertpapier-, Geld- und Devisenhandel und später vor allem auf die Wertpapierberatung institutioneller Kunden und das Geschäft mit Spezialfonds konzentrierte. Der Zusammenbruch der insolventen Kölner Privatbank Herstatt-Bank im Jahr 1974 und die damit einhergehende Vertrauenskrise in Privatbanken hatten kurzfristig auch Auswirkungen auf Delbrück & Co., die danach einen bewusst vorsichtigen Kurs steuerte. 1978 gehörte Delbrück & Co. mit fünf Niederlassungen innerhalb Deutschlands zu den zehn größten deutschen Privatbankhäusern. Das Bankhaus hielt zudem auch Beteiligungen an Unternehmen, wie etwa 25 Prozent an der Vereinigten Altenburger und Stralsunder Spielkarten-Fabriken AG. Im Geschäftsjahr 1982 gründete die Privatbank eine eigene Immobilienabteilung, die erfolgreich an Auswahl und Platzierungen von Projekten in Deutschland und den USA mitwirkte.
Am 31. Dezember 1985 wurde die Bank von einer offenen Handelsgesellschaft in eine Kommanditgesellschaft umgewandelt. Der Grund hierfür war, dass stille Einlagen als Kapital wegen neuer Eigenkapitalvorschriften des Kreditwesengesetzes nicht mehr anerkannt wurden. Einzige Kommanditistin war die offene Handelsgesellschaft Von der Heydt & Co., an der die bisherigen Gesellschafter weiterhin beteiligt blieben. In den neu gegründeten Verwaltungsrat traten unter anderem die persönlich haftenden Gesellschafter bzw. Teilhaber Herbert W. Momm (* 1900, Honorarkonsul der Republik Panama) und Adolf Ratjen. Im Geschäftsjahr 1986 stieg die Bilanzsumme der Bank, die mittlerweile rund 300 Mitarbeiter beschäftigte, erstmals auf eine Mrd. DM. Im selben Jahr nahm die Bank den Goldhandel neu auf. 1986 gab die Privatbank zudem erstmals Optionsscheine auf Bundesobligationen für deutsche Staatsbürger aus. Im November 1988 gründete die Bank das Beratungsunternehmen Mandatus GmbH in München, um das Geschäft mit mittelständischen Firmenkunden zu intensivieren. Die Aktivitäten der Mandatus umfassten insbesondere die Beratung und Durchführung von Unternehmensverkäufen. 1994 trennte sich die Bank von dieser Beteiligung. 1989/90 hatte Delbrück & Co. rund 330 Mitarbeiter, von denen rund die Hälfte (150) in Köln, 70 in Hamburg, 50 in Frankfurt am Main, 30 in Berlin und 25 in Aachen beschäftigt waren. Nach der deutschen Wiedervereinigung forcierte die Privatbank den Ausbau des Standorts Berlin sowie das Immobiliengeschäft in den neuen deutschen Bundesländern. Hierfür beteiligte sich die Bank 1990 an der Gründung der Beac Immobilien GmbH und stieg bei der TMW Immobilien GmbH in München ein. Zudem übernahm Delbrück & Co. die Wert-Bank GmbH in München mit rund 15 Mitarbeitern. Aufgrund der zunehmenden Globalisierung in den 1990er-Jahren erwies sich das langjährige Geschäftsmodell einer Universalbank für die Privatbank als nicht mehr erfolgreich. Eine Vielzahl der mittelständischen Kunden geriet während dieser Zeit in massive Zahlungsschwierigkeiten, was in Verbindung mit den stärker werdenden Regulierungen und hohen Investitionskosten im Bereich der elektronischen Datenverarbeitung zu immensen Risiken für Delbrück & Co. führte, die sie als eigenständige Privatbank nicht mehr finanzieren konnte.
Ab August 2001 geriet die Privatbank in eine Krise, weil risikobehaftete Kredite zu Wertberichtigungen in Höhe von 80,9 Mio. Euro (bei einem Kommandit-Kapital von 60 Mio. Euro) zwangen. In der Krisenphase wurde auch die Rückzahlung einer Einlage von 17 Mio. Euro an den Stadtplanverlags-Erben Alexander Falk fällig, die die Bank durch Verpfändung von Aktien der Berliner Aktiengesellschaft für Industriebeteiligungen (Beac) besichert hatte. Mit dieser Einlage wollte sich Falk unternehmerischen Zugang zur Bank verschaffen. Zuvor hatte er sich bereits mit 68 Prozent am Berliner Bankhaus Oswald Kruber KG beteiligt. Kurz darauf stieg er bei Hornblower Fischer ein, zu denen die Kruber-Bank gehörte. Die Kölner Privatbankiers hatten jedoch kein Interesse an einem unternehmerischen Engagement von Falk. Die Krise der Bank zwang jedoch zur Aufnahme neuer Gesellschafter. Im September 2002 schließlich verlor die Bank nach 290 Jahren unabhängiger Geschichte ihre Selbstständigkeit und wurde von der ABN AMRO Bank N.V. übernommen.

### Bankhaus Gebrüder Bethmann

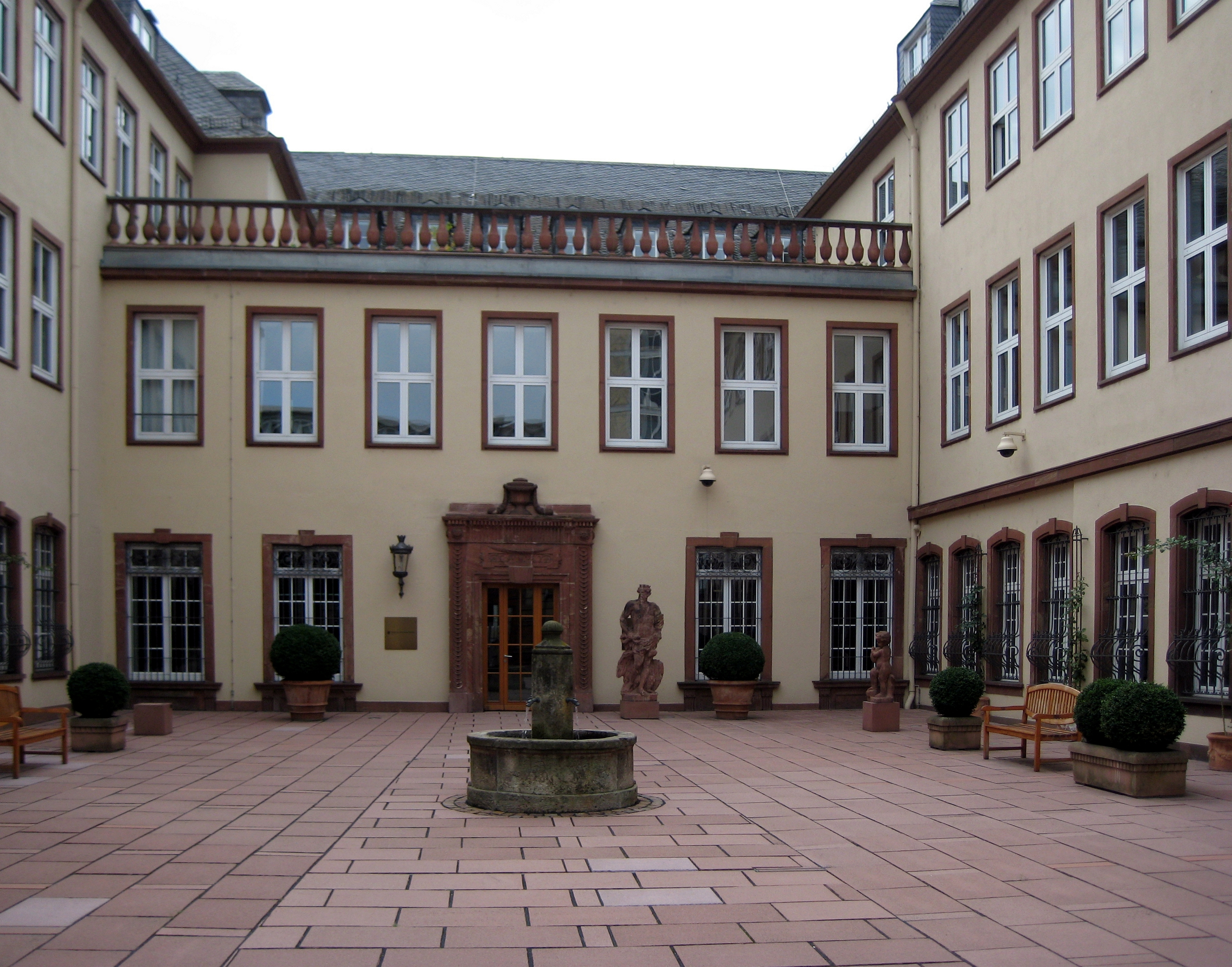
Innenhof des ehemaligen Bethmann-Bankhauses

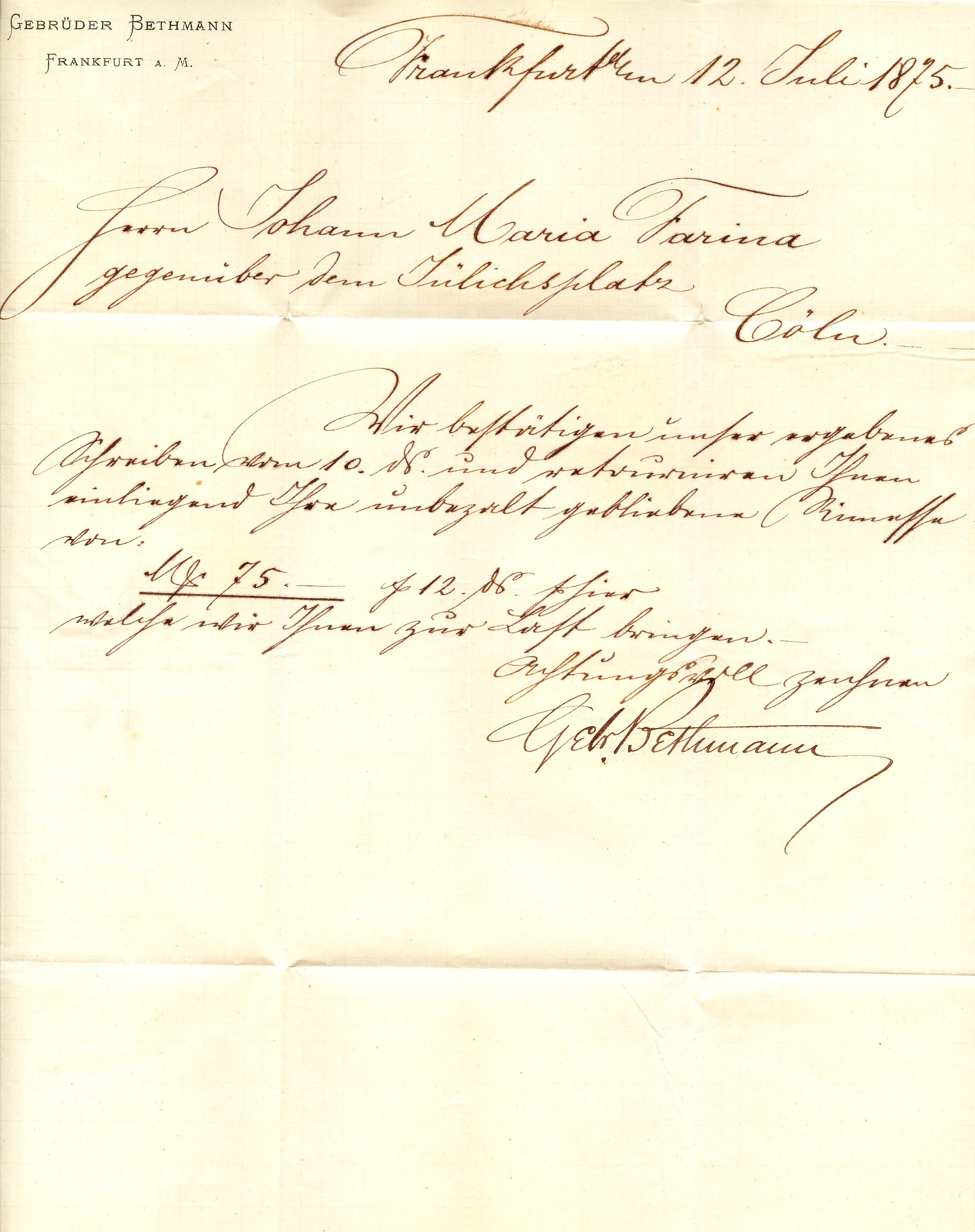
Schreiben von Gebrüder Bethmann an Johann Maria Farina gegenüber dem Jülichs-Platz in Köln, 12. Juli 1875

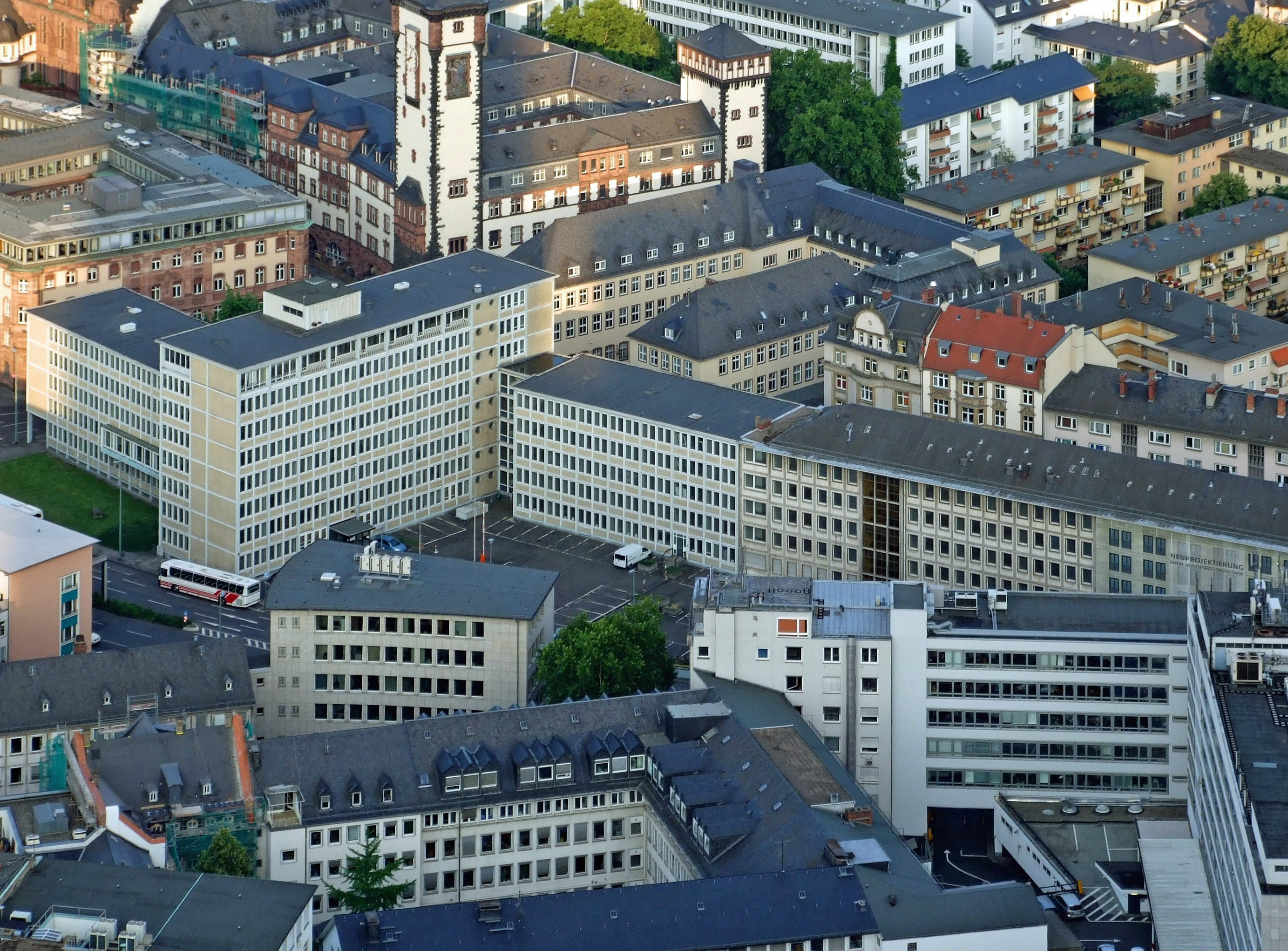
Das Bethmann-Bank-Gebäude zwischen Rathaus und Rechnungshof

Das Bankhaus Gebrüder Bethmann wurde im Jahr 1748 von der Kaufmanns- und Bankiersfamilie Bethmann in Frankfurt am Main gegründet. Als Gründungsdatum des Bankhauses wird der Eintritt des jüngeren Bruders Simon Moritz Bethmann (1721–1782) am 2. Januar 1748 als Teilhaber in das Geschäft des älteren Bruders Johann Philipp Bethmann (1715–1793) angesetzt. Dieser hatte bereits 1746 die Geschäfte seines Onkels Johann Jakob Adamy (1670–1745), einem Schwager seiner verwitweten Mutter Elisabeth Thielen, geerbt.
Als ausgebildeter Kaufmann hatte sich Adami im Jahr 1700 mit einem Handelsgeschäft für Spezerei- und Farbwaren in Frankfurt am Main selbstständig gemacht, das er neben erster Darlehensgeschäfte bis zu seinem Tod 1745 betrieb. Da Adami selbst keine eigenen Nachkommen hatte, hatte er seinen Neffen Johann Philipp Bethmann, ältester Sohn von Elisabeth Thielen (1680–1757) und des früh verstorbenen Amtmanns Simon Moritz Bethmann (1687–1725), testamentarisch als Nachfolger des Handelsgeschäfts eingesetzt. Johann Philipp Bethmann absolvierte in den Jahren 1730–1735 eine kaufmännische Lehre in Leipzig und Nantes. Nach dem Tod seines Onkels Adami 1746 führte er das Handelswarengeschäft noch zwei Jahre unter dem Namen Adami weiter. Erst als sein jüngerer Bruder Simon Moritz Bethmann 1748 als Teilhaber einstieg, wurde das Unternehmen, das sich zunächst weiterhin auf den Handel mit Kolonialwaren, Textilien und Farben konzentrierte, in Gebrüder Bethmann umbenannt. Auch wenn das Bankhaus Gebrüder Bethmann bis in die zweite Hälfte des 19. Jahrhunderts am Warenhandel festhielt, so wandelte es sich schon bald nach seiner Gründung zu einem der führenden deutschen Bankhäuser. Dafür verantwortlich war insbesondere das Geschäft mit staatlichen und kommunalen Anleihen, in das das Bankhaus 1754 einstieg. In den Folgejahren gewann das Darlehens- und Anleihengeschäft zunehmend an Bedeutung: Bis 1778 legte das Handelshaus Gebrüder Bethmann rund 30 Anleihen in einer Gesamthöhe von rund 1,9 Mio. Gulden auf.
Eine aus den Niederlanden übernommene Finanzinnovation brachte 1778 den entscheidenden Durchbruch. Für das österreichische Kaiserhaus in Wien gab die Bank erstmals im Deutschen Reich eine „Partialobligation“, also eine Teilschuldverschreibung, heraus. Diese hatte einen Gesamtwert von 200.000 Gulden und wurde nach dem Vorbild der Amsterdamer Börse in 200 Einzelschuldverschreibungen zu jeweils 1000 Gulden aufgeteilt (Amsterdamer Modell). Mit dem lukrativen Verfahren der Partialobligationen, das bis dahin auf deutschem Boden kaum Anwendung gefunden hatte, avancierte das Haus Gebrüder Bethmann zum Bankier der Habsburger. Bis 1793 konnte Bethmann weitere österreichische Anleihen von insgesamt 17,2 Mio. Gulden verkaufen. Als Finanzier des Wiener Hofes gaben die Gebrüder Bethmann zwischen 1778 und 1796 insgesamt rund 54 österreichische Anleihen mit einem Gesamtwert von 31,5 Mio. Gulden aus. Für andere Fürstenhäuser und Reichsstädte kamen in diesem Zeitraum nochmals Anleihen des neuen Typus von 20,5 Mio. Gulden hinzu. Der Zeitraum von 1778 bis 1793 markierte die erfolgreichste Phase des Bankhauses Gebrüder Bethmann, sodass die Gewinneinnahmen der beiden Firmengründer die Gewinne nicht nur aller Frankfurter Bankhäuser, sondern aller deutschen Bankhäuser insgesamt übertrafen. Mit diesem großen finanziellen Erfolg legte das Bankhaus Gebrüder Bethmann den Grundstein für den modernen Rentenmarkt in Deutschland. Waren zuvor Anleihen bei einem oder einigen wenigen sehr wohlhabenden Geldanlegern platziert worden, die diese bis zur Rückzahlung hielten, so war die neue Partialobligation in kleine, frei handelbare Stücke unterteilt. Damit wurde nicht nur der Kreis potenzieller Investoren deutlich vergrößert, sondern diesen auch die Möglichkeit gegeben, noch vor Ende der Laufzeit ihr Investment zu Geld zu machen bzw. dieses auszuweiten. Zwischen 1778 und 1818 emittierte das Geldhaus auf diese Weise gut 80 Anleihen.
Im Zeichen des finanziellen Erfolgs der Gebrüder Bethmann im 18. Jahrhundert stand auch ihr Erwerb mehrerer Immobilien in Frankfurt am Main, darunter der Basler Hof – bis heute bekannt als Bethmannhof. Am 10. Mai 1762 erwarb die Familie von Bethmann den Basler Hof sowie das Haus nebenan in der Buchgasse (heute: Bethmannstraße) von Johann Friedrich Maximilian von Stalburg, der einer Frankfurter Patrizierfamilie entstammte. Im Zeitraum von 1763 bis 1766 wurde der Basler Hof zu Wohn- und Geschäftsräumen umgebaut. Mehr als 240 Jahre zuvor hatte hier bereits Martin Luther 1521 im damaligen Gasthof Zum Strauß – benannt nach einem echten Strauß, der dort lebte – übernachtet. Noch heute zeugt davon die Abbildung eines Straußes auf der Fassade an der Bethmannstraße. Im Jahre 1783 wurde zudem der Landsitz der Familie Bethmann vor dem Friedberger Tor, später auch Villa Ariadne genannt, errichtet. Der angrenzende Garten ist heute als Bethmannpark bekannt.
Im Bereich der Vermögensverwaltung erweiterte Bethmann seinen Wirkungskreis rasch über die Grenzen der Stadt Frankfurt hinaus aus. Die wichtigsten Persönlichkeiten der Epoche vertrauten dem Bankhaus ihr privates Vermögen an. Dazu zählten neben Kaiserin Maria Theresia und Zar Alexander I auch Papst Pius VI. Johann Wolfgang von Goethe ließ sich seine Italienreise von 1786 bis 1788 durch das Bankhaus Bethmann finanzieren, über die er in seiner zwischen 1813 und 1817 entstandenen autobiografischen Schrift „Italienische Reise“ berichtete. Das Bankhaus Bethmann soll den Kredit zu seiner Italienreise gewährt haben, ohne zu wissen, dass es sich um Goethe handelte. Denn dieser gab sich beim Bankhaus im Vorfeld als Maler unter dem Decknamen Johann Philipp Möller aus. In sein Vorhaben war nur Goethes Sekretär Philipp Seidel eingeweiht, der von Weimar aus die Überweisungen tätigte. Während seiner Italienreise schrieb Goethe in einem Brief an seine Mutter am 4. November 1786: „Die Bethmänner haben mir ohne es selbst zu wissen unter einem fremden Namen Credit gemacht.“ Auch Napoleons Besuch nach der verlorenen Völkerschlacht bei Leipzig im Landhaus der Familie Bethmann am 31. Oktober 1813 als unerwünschter, dennoch höflich behandelter Gast unterstrich nochmals deren wirtschaftliche und soziale Stellung im damaligen Europa.
Die Hochzeit von Elisabeth Bethmann, Nichte der beiden Firmengründer, mit dem Frankfurter Bankier Peter Heinrich Metzler im Jahre 1769 legte den Grundstein für die Tradition, auch familienfremde Teilhaber in das Bankhaus Gebrüder Bethmann aufzunehmen. Heinrich Bethmann-Metzler nahm den Namen Bethmann an und war von 1769 bis 1799 Teilhaber. Als Teilhaber in der zweiten Generation des Bankhauses fungierte Simon Moritz von Bethmann (1768–1826), Sohn des Firmengründers Johann Philipp Bethmann, von 1791 bis zu seinem Tod 1826. Nach dem Tod des Teilhabers Heinrich Bethmann-Metzler wurde er 1801 Geschäftsführer der Bank. Zuvor hatte er eine kaufmännische Lehre und Stationen im europäischen Ausland absolviert. Unter ihm zog sich das Bankhaus aus dem zunehmend riskanten Geschäft mit Staatsanleihen zurück und konzentrierte sich wieder verstärkt auf den Warenhandel, der erst im Jahr 1864 komplett aufgegeben werden sollte. Da das Kaiserreich Österreich während der Napoleonischen Kriege von 1792 bis 1815 zusehends in Zahlungsschwierigkeiten geriet und immer mehr Geld beanspruchte, wurden die Summen der Staatsanleihen für ein einzelnes Bankhaus zu hoch. Infolgedessen bildete das Bankhaus Gebrüder Bethmann erste Konsortien. Aufgrund seiner politischen Tätigkeit und seines Engagements als Mäzen und Wohltäter für die Stadt Frankfurt wurde Simon Moritz von Bethmann später als „König von Frankfurt“ bezeichnet. 1802 wurde er russischer Konsul in Frankfurt; 1807 Generalkonsul. Ein Jahr später wurde er in den erblichen österreichischen Ritterstand erhoben und erhielt damit seinen Adelstitel. Im Jahre 1810 wurde er zum russischen Staatsrat ernannt. Des Weiteren war er Mitglied der Gesetzgebenden Versammlung (Bundestag) von 1815 in der Freien Stadt Frankfurt, die nach dem Wiener Kongress politischer Mittelpunkt des Deutschen Bundes wurde. 1810 heiratete er die Niederländerin Louise Friederike Boode. Nach ihr wurden in Frankfurt am Main der Park Louisa sowie die Bahnstation Frankfurt-Louisa benannt.
Erst Mitte der 1820er-Jahre verlor das Bankhaus Gebrüder Bethmann langsam seine dominante Stellung im europäischen Anleihenhandel an ein anderes Frankfurter Bankhaus, den Rothschilds. Während Letztere die Finanzierung europäischer Staaten zu beherrschen begannen, konzentrierte sich Bethmann nun zunehmend auf Industrieanleihen. So war die Bank unter Moritz von Bethmann (1811–1877) im Verlauf des 19. Jahrhunderts maßgeblich an der Finanzierung des Eisenbahnbaus beteiligt. 1836 finanzierte Bethmann gemeinsam mit dem Bankhaus Rothschild die Taunus-Eisenbahn AG. 1844 initiierte es die Frankfurt-Hanauer Eisenbahn-Gesellschaft und die kurhessische Friedrich-Wilhelms-Nordbahn-Gesellschaft. In den 1850er-Jahren beteiligte sich Bethmann u. a. an der italienischen Zentraleisenbahn, der österreichischen Staatsbahn und der Rhein-Nahe-Eisenbahn-Gesellschaft. Aber auch bei der Entstehung und Finanzierung der Dampfschifffahrt auf den Flüssen Rhein und Main sowie bei der Gründung der ersten Frankfurter Aktienbank war man maßgeblich beteiligt. Gemeinsam mit den führenden Frankfurter Bankhäusern Grunelius & Co., M. A. Rothschild & Söhne sowie der Frankfurter Vereinskasse, erhielt Bethmann am 11. April 1854 vom Bürgermeister und dem Rat der Stadt Frankfurt die Konzession zur Gründung der Frankfurter Bank, der ersten Aktienbank Frankfurts. Das neue Institut sollte als Zentralbank der Frankfurter Privatbankhäuser fungieren und stieg bald zu einer der führenden Banken Süddeutschlands auf. Auf Antrag der Bankhäuser Gebrüder Bethmann und Erlanger & Söhne wurde 1862 auch die private Frankfurter Hypothekenbank gegründet. 1870 war das Bankhaus Bethmann außerdem Mitgründer des Frankfurter Bankvereins.
Aufgrund der voranschreitenden Industrialisierung seit Mitte des 19. Jahrhunderts und spätestens mit der Gründung des Deutschen Reichs 1871 verlor Frankfurt seine Vorrangstellung gegenüber Berlin als finanzielles Zentrum und Börsenplatz. Das traditionelle Geschäft mit Staatsanleihen in Frankfurt ließ nach, während in der Reichshauptstadt Berlin der Handel mit Industrieaktien florierte. Gleichzeitig veränderten sich die Handlungsspielräume für Privatbanken und die Konkurrenz wuchs infolge der Gründung zahlreicher Groß- und Aktienbanken, Genossenschaftsbanken und staatlicher Finanzhäuser stetig. Doch anstatt mit den großen Kreditinstituten zu konkurrieren, profitierte das Bankhaus Gebrüder Bethmann von seinem internationalen Netzwerk und seinen langjährigen Erfahrungen im Emissionsgeschäft und Kapitalexport ins Ausland und konzentrierte sich unter Ludwig Simon Moritz Freiherr von Bethmann (1844–1902) weiterhin auf die Finanzierung internationaler Infrastrukturprojekte im Eisenbahnbau. So fungierte es sogar als Partner von Bankenkonsortien und Großbanken wie etwa der Deutschen Bank. Obwohl das Bankhaus weiterhin im Inlands- und Industriegeschäft im deutschen Kaiserreich aktiv mitwirkte, erweiterte es zwischen 1870 und 1914 sein Tätigkeitsfeld nicht nur nach Nord- und Lateinamerika, sondern auch nach Asien, darunter China und Japan, sowie nach Afrika. In diesem Zeitraum war das Bankinstitut zwischenzeitlich in Projekte auf allen fünf Kontinenten involviert. Während der Erschließung des Osmanischen Reichs beteiligte sich das Bankhaus zudem ab 1903 an der Mitfinanzierung der Bagdad-Bahn, deren Errichtung bis 1918 eines der aufwendigsten Infrastrukturprojekte zu Anfang des 20. Jahrhunderts war. Hier fungierte die Bank als Mitemittent türkischer Staats- und Eisenbahnanleihen und nahm eine führende Vermittlerrolle zwischen dem deutschen und dem französischen Bankenkonsortium ein. Auch der Eiffelturm in Paris wurde 1889 teilweise mit Finanzmitteln des Bankhauses Gebrüder Bethmann errichtet. Bis weit in das 20. Jahrhundert hinein konnte die Bethmann Bank ihre in Deutschland führende Stellung in Vermögensfragen und in komplexen Industriefinanzierungen beibehalten.
1902 verstarb Ludwig Simon Moritz Freiherr von Bethmann (1844–1902), ältester Sohn und Teilhaber in vierter Generation, der das Bankhaus Gebrüder Bethmann gemeinsam mit seinem Bruder Hugo Freiherr von Bethmann (1848–1922) und zwei familienfremden Teilhabern von 1869 bis 1902 führte. Neben seiner Rolle als Gesellschafter war er mitunter auch Mitglied des Aufsichtsrats der 1873 gegründeten Degussa, an der das Bankhaus Gebrüder Bethmann auch beteiligt war. Nach einem Reitunfall im Alter von 35 Jahren blieb Ludwig Simon Moritz Freiherr von Bethmann bis zu seinem Tod gesundheitlich stark beeinträchtigt. Im Ersten Weltkrieg übernahm Karl Borgnis (1856–1937), von 1881 bis 1919 familienfremder Teilhaber, die Interimsführung des Bankhauses, da der erst 1913 eingetretene Nachfolger der fünften Familiengeneration, Simon Moritz Freiherr von Bethmann (1887–1966), in den Kriegsdienst eingezogen wurde.
Nach dem Ersten Weltkrieg entwickelte sich das Bankhaus Bethmann erfolgreich von einer Spezialbank für Wertpapieremissionen und Vermögensverwaltung zu einer allgemeinen Geschäftsbank. Am 1. Oktober 1919 und mit Eintritt des familienfremden Teilhabers Carl Spaeth (1876–1927) wurde das Bankhaus von seiner bisherigen Unternehmensform eines Einzelkaufmanns (e.K.) in eine offene Handelsgesellschaft (oHG) umgewandelt. Während sich die Privatbank vorher weitgehend auf die Vermögensverwaltung und Börsengeschäfte konzentriert hatte, folgte ab 1919 der Aufbau einer Universalbank mit Filialbetrieb sowie der Ausbau des Devisen- und Effektengeschäfts und die Modernisierung der Buchhaltung. Im Zuge dessen erfolgte 1923 der Ausbau und die Erweiterung des Basler Hofs (später Bethmannhof). Durch den Umbau des Geschäftsgebäudes erhielt die Bank erstmals in ihrer Unternehmensgeschichte eine Kassenhalle mit Kundenschaltern sowie eine Kantine für rund 200 Bankangestellte. Doch die Auswirkungen der Hyperinflation 1923 bremsten die angestrebte und inflationär aufgeblähte Expansion vorzeitig, sodass das Bankhaus 1924 zu Rationalisierungen gezwungen war und rund die Hälfte der mittlerweile mehr als 200 Beschäftigten entlassen musste. Zur Neuorientierung und um die Auslandsaktivitäten der Bank voranzutreiben, unternahm Simon Moritz Freiherr von Bethmann 1925 eine mehrmonatige Reise in die USA. Neben seinem bürgerschaftlichen und ehrenamtlichen Engagement für Institutionen in Frankfurt am Main, darunter das Städel-Museum sowie die Senckenbergische Stiftung Bürgerhospital, deren Vorstand er bereits seit 1920 angehörte, wurde er 1923 Vorstandsmitglied der Frankfurter Börse. Insgesamt wirkte Simon Moritz Freiherr von Bethmann während der 1920er-Jahre aktiv in zwölf Aufsichtsratsgremien und Beiräten mit: 1926 wurde er etwa Aufsichtsratsmitglied der Frankfurter Bank; drei Jahre später Vorsitzender des Aufsichtsrats. 1928 gründete er den ersten Rotary-Club in Frankfurt am Main und übernahm im selben Jahr auch das Amt des Königlich Schwedischen Generalkonsuls.
Im Zweiten Weltkrieg fiel 1942 der älteste Sohn der Familie, Moritz Freiherr von Bethmann (1916–1942). Bei einem Bombenangriff auf Frankfurt am Main wurde am 4./5. Oktober 1943 die Villa Ariadne, der Landsitz der Familie von Bethmann, zerstört. Nach Kriegsende wurde das Bankhaus von 1945 bis 1948 unter Treuhandverwaltung gestellt. Als Treuhänder wurde Wilhelm Vogelsang eingesetzt, der bis 1958 Mitglied der Geschäftsführung blieb. Am 17. Juni 1948 wurde das Bankhaus Gebrüder Bethmann von einer offenen Handelsgesellschaft (oHG) in eine Kommanditgesellschaft (KG) umgewandelt. 1952 wurde mit dem Richtfest im Bethmannhof der Wiederaufbau der Bank gefeiert.
Am 1. Januar 1953 trat Johann Philipp Freiherr von Bethmann (1924–2007) als jüngster Sohn und Nachfolger der sechsten Generation in die Geschäftsführung des Familienunternehmens Gebrüder Bethmann ein. Nur wenige Jahre nach seinem Eintritt als Geschäftsführer schieden am 31. Dezember 1958 gleichzeitig drei langjährige familienfremde Geschäftsführer aus, die gemeinsam den Wiederaufbau des Bankhauses gestaltet hatten, darunter auch der zwischenzeitlich als Treuhänder eingesetzte Wilhelm Vogelsang. Als Generalbevollmächtigter der Privatbank fungierte von 1949 bis 1960 Max Schleipen, der bereits in den 1920er-Jahren als Devisenhändler für die Gebrüder Bethmann gearbeitet hatte. Von 1961 bis 1981 führte Johann Philipp Freiherr von Bethmann die Privatbank gemeinsam mit dem persönlich haftenden geschäftsführenden Gesellschafter Hans-Joachim Krahnen (1916–2015), der in den 1950er-Jahren bei der Kreditanstalt für Wiederaufbau und der Deutschen Bank tätig gewesen war. Krahnen erweiterte insbesondere die Geschäftsbeziehungen der Privatbank zu mittelständischen Unternehmen und die Beratung von Familienunternehmen. Im Zuge dessen war er maßgeblich für die Einführung von Beiräten in Familienunternehmen verantwortlich. Der promovierte Betriebswirt und Lehrbeauftragte an der Goethe-Universität Frankfurt übte zudem zahlreiche Aufsichtsrats- und Beiratsmandate aus und engagierte sich ehrenamtlich, etwa beim Bundesverband deutscher Banken oder in der Bankakademie in Frankfurt am Main (heute: Frankfurt School of Finance & Management), an deren Gründung sich die Familie von Bethmann im Jahr 1958 beteiligt hatte und deren Aufbau Krahnen weiter vorantrieb.
1964 wurden die ersten Zweigstellen eröffnet. Nach dem Tod seines Vaters und Teilhabers Simon Freiherr von Bethmann im Jahr 1966 führte Johann Philipp Freiherr von Bethmann das Bankhaus noch bis zur sukzessiven Veräußerung der Unternehmensanteile an die Bayerische Vereinsbank in den Jahren 1976, 1982 und 1983 weiter. Mit einer Bilanzsumme von 230 Mio. DM war das Bankhaus Bethmann im Jahr 1977 das größte Bankhaus in Hessen. Im Vergleich dazu waren die Privatbankhäuser Sal. Oppenheim (Köln) und Trinkhaus & Burkhardt (Düsseldorf) damals jedoch viermal so groß. Anfang der 1980er-Jahre unterhielt das Bankhaus Bethmann in Frankfurt am Main und Umgebung acht Filialen. Ab 1975 zog sich Johann Philipp Freiherr von Bethmann schrittweise aus der Geschäftsführung zurück. Nachdem er 1976 bereits 50 Prozent der Anteile und 1982 weitere 40 Prozent der Anteile an die Bayerische Vereinsbank veräußert hatte, verkaufte er 1983 schließlich auch die restlichen zehn Prozent der Anteile an die Bayerische Vereinsbank und schied als geschäftsführender persönlich haftender Gesellschafter des Bankhauses endgültig aus. Johann Philipp Freiherr von Bethmann war u. a. Mitglied im Vorstand der Frankfurter Börse, von 1969 bis 1976 Vorsitzender des Bankenverbands Hessen e. V., Vorstandsvorsitzender des Instituts für Kapitalmarktforschung und vorübergehend auch Mitglied im Wirtschaftsrat der CDU. Von September 1986 bis Mai 1994 verfasste Johann Philipp Freiherr von Bethmann die sogenannten Bethmann-Briefe, die seine kritische Einschätzung der aktuellen Finanz- und Wirtschaftspolitik enthielten. Insgesamt erschienen 97 Ausgaben der Bethmann-Briefe, die regelmäßig an Kunden und Interessenten verschickt wurden.

### Das historische Rezept der Bethmännchen
Die als Gebäckspezialität bekannten Bethmännchen haben ihren Ursprung im Hause der Bankiersfamilie Bethmann in Frankfurt am Main und wurden erstmals 1838 als neue Delikatesse kreiert. Das kugelförmige Gebäck wurde als Alternative zu den Brenten, die als Nachtisch zu groß waren, nach einem Mittagsmahl der Familie Bethmann gereicht. Ihren Bekanntheitsgrad weit über Frankfurts Grenzen hinaus erhielten die Bethmännchen schließlich nach einer Abendveranstaltung anlässlich des Fürstentags 1863 in der Villa Ariadne, dem Landsitz der Familie Bethmann. Dort offerierte sie Sohn Moritz Freiherr von Bethmann (1811–1877) als Gebäck seinen Gästen, darunter Kaiser Franz Josef von Österreich, 24 Fürsten und vier Bürgermeister der Freien Städte.
Anschließend wurden die Bethmännchen als königliche Köstlichkeit auf Messen angeboten.

### Bankhaus Maffei & Co.
Die Maffei-Bank wurde 1802 von einem Mitglied der gleichnamigen Veroneser Unternehmerfamilie gegründet. 1774 kam Peter Paul von Maffei nach München und gründete eine Bank, die seinen Namen trug und mehr als 100 Jahre in Familienregie geführt wurde. Bereits 1808 zog das Bankhaus in das Palais Seinsheim am Promenadeplatz in München. Im gleichen Jahr wurde Maffei in den erblichen Adelsstand erhoben.
Peter Pauls Sohn, Joseph Anton Ritter und Edler von Maffei, erwies sich als äußerst vorausschauender Geschäftsmann. Er baute nicht nur das eigene Bankgeschäft aus, sondern war 1835 Mitbegründer der Bayerischen Hypotheken- und Wechselbank (später HypoVereinsbank). 1836 investierte er in einen riskanten Zukunftsmarkt und gründete das Lokomotivwerk J.A. Maffei, aus der einer der großen deutschen Industriekonzerne hervorging: die Krauss-Maffei AG. Der Bayerische Hof am Promenadeplatz, heute noch ein Aushängeschild für München, entstand ebenfalls unter Mitwirkung von Joseph Anton Maffei.
Joseph Antons Neffe und Nachfolger, Hugo Alois von Maffei, baute die Unternehmensaktivitäten weiter aus und verflocht sich noch enger mit der deutschen Wirtschaftsgeschichte. 1880 gehörte er zu den Gründungsmitgliedern der Bayerischen Rückversicherungsgesellschaft (später Allianz). Ab 1890 wurde er stellvertretender Aufsichtsratsvorsitzender der Siemens-Schuckertwerke AG und bis zu seinem Tod 1921 Aufsichtsratsvorsitzender der Bayerischen Hypotheken- und Wechsel-Bank AG. Diese übernahm 1990 das vollständige Kapital der Maffei-Bank und schloss damit den Kreis.
1954 erfolgte die Gründung des Bankhauses Maffei & Co. KG am Promenadeplatz 9 in München, die in keinem institutionellen Zusammenhang mit dem Bankgeschäft Peter Paul von Maffeis stand. Namensgeberin für das neu gegründete Bankhaus war die persönlich haftende Gesellschafterin Gabriele Edle von Maffei (1890–1955), geborene Kustermann und geschiedene Ehefrau von Hugo Ritter und Edler von Maffei (1888–1932), die bereits ein Jahr später verstarb. An der Gründung war zudem August Lenz (1905–1960), Eigentümer des gleichnamigen Münchener Bankhauses August Lenz & Co. (bis 1937 Bankhaus Gebr. Marx, Siegfried Salomon Marx) beteiligt, der bis zu seinem Tod 1960 Vorsitzender des Verwaltungsrats war. Die Verbindung zu Lenz stellte vermutlich Hans Norris (1883–1954) her, Schwager von Gabriele von Maffei und Vorsitzender des Aufsichtsrats der Bayerischen Hypotheken- und Wechselbank sowie Kommanditist des Bankhauses August Lenz & Co. Zu den ersten Gesellschaftern zählten außerdem die Berliner Handels-Gesellschaft (BHG), die 25 Prozent der Anteile am Bankhaus hielt und die Bayerische Hypotheken- und Wechsel-Bank. Des Weiteren wirkte die AG für Industrie-Verwaltung (vormals Eisenbahn-Rentenbank KGaA) durch Übernahme einer Kommanditeinlage an der Gründung des Bankhauses mit. Neben weiteren Banken wie der Bayerischen Hypotheken- und Wechselbank beteiligte sich das Bankhaus Maffei & Co. im März 1958 wiederum an der Gründung einer Gesellschaft des Bankhauses August Lenz & Co. in Kanada.
Um die energiewirtschaftliche Ausrichtung zu stärken, fusionierte Maffei rückwirkend zum 1. Januar 1969 mit der LUK-Bank GmbH Bank der AG für Licht und Kraftversorgung des VEBA-Konzerns. Die Geschäfte wurden gemeinsam unter dem Namen Bankhaus Maffei & Co. weitergeführt. Persönlich haftende Gesellschafter wurden Ferdinand Nemetz, vorher Mitglied des Direktoriums der Bayerischen Gemeindebank (Girozentrale) und Ludwig Koch. Im Jahr 1977 wurde die ursprüngliche Kommanditgesellschaft Bankhaus Maffei & Co. in eine Gesellschaft mit beschränkter Haftung umgewandelt und in Bankhaus Maffei & Co. GmbH umfirmiert. Gleichzeitig schied die Berliner Handels- und Frankfurter Bank (BHF) Aktiengesellschaft, die 1970 aus der Fusion der Frankfurter Bank und der BHG hervorgegangen war, aus dem Gesellschafterkreis aus. Bis 1978 war Ludwig Aderbauer (* 1914) persönlich haftender Gesellschaft des Bankhauses Maffei & Co. in München. In den frühen 1980er Jahren entwickelte sich das Bankhaus vom Spezialisten für Wertpapiere und Finanzierungen im Energiesektor zu einer reichen Privatkundenbank weiter. 988 erwirtschaftete das Bankhaus einen Jahresüberschuss von 1,44 Mio. DM. Ab 1989 erfolgte im Bereich des Investmentgeschäfts eine Zusammenarbeit mit der damaligen Kölner Privatbank Sal. Oppenheim jr. & Cie. Aus diesem Grund erwarb das Bankhaus Maffei & Co. GmbH vom Bankhaus Sal. Oppenheim, dem bisherigen Alleingesellschafter, eine Beteiligung an der IPK Investment Partner Kapitalanlagegesellschaft mbH, Köln. Als erstes Projekt der neu gegründeten Kapitalanlagegesellschaft wurde 1989 ein internationaler Rentenfonds unter dem Namen Maffei Interrent IPK aufgelegt.
Nach der Übernahme durch die Bayerische Hypotheken- und Wechsel-Bank AG 1990 konzentrierte sich das Bankhaus Maffei & Co. GmbH auf die Vermögensverwaltung für Kunden mit einem zur Verfügung stehenden liquiden Vermögen von mindestens einer Mio. DM. Während Maffei & Co. kurz nach der Übernahme kaum über ein Depotvolumen verfügte, stieg dieses unter dem Dach der Bayerischen Hypotheken- und Wechselbank bis 1995 deutlich auf 1,5 Mrd. DM. Die positive Entwicklung zeigte sich auch im Jahresergebnis Mitte der 1990er-Jahre: Bei einer Bilanzsumme von rund 647 Mio. DM erzielte die Maffei & Co. GmbH 1996 einen Jahresüberschuss von 1,2 Mio. DM. In den 1990er-Jahren vertrat das Bankhaus Maffei & Co. über einige Jahre die Aktionäre des ehemaligen Handelskonzerns Kathreiner AG, die unbekannt bleiben wollten. 1997 erfolgte erneut eine Rechtsformänderung von der GmbH in eine Kommanditgesellschaft auf Aktien und Umfirmierung in Bankhaus Maffei & Co. KGaA.

### Einstieg der Bayerischen Vereinsbank und Vereinigung zu Bethmann-Maffei
Ein Bruch in der Tradition des familieneigenen Bankhauses Bethmann ereignete sich erst 1976, als die Bayerische Vereinsbank zunächst 50 Prozent der Bank Gebrüder Bethmann, 1982 nochmals 40 Prozent und 1983 dann auch die restlichen zehn Prozent der Anteile übernahm. Gleichzeitig wurde die Bank 1982 von einer Kommanditgesellschaft (KG) in eine offene Handelsgesellschaft (oHG) umgewandelt. Das Bankhaus Bethmann wurde zu einer Tochtergesellschaft für die Vermögensverwaltung im Privatkundengeschäft. Filialen in Frankfurt hatte das Haus in Sachsenhausen an der Schweizer/Ecke Gartenstraße (ab 2003 zur HypoVereinsbank) sowie in Bornheim (ab 2003 zur HypoVereinsbank, 2010 geschlossen) und wurde weiterhin als separate Bank geführt. 1998 fusionierte die Bayerische Vereinsbank mit der Bayerischen Hypotheken- und Wechselbank (Hypo-Bank) zur Bayerischen Hypotheken- und Vereinsbank (HypoVereinsbank, HVB). 2003 führte die HypoVereinsbank das Haus mit dem Münchner Bankhaus Maffei & Co. zur BethmannMaffei OHG (später: Bethmann Maffei AG & Co. KG) zusammen.

### Verkauf an ABN AMRO und Vereinigung zu Delbrück Bethmann Maffei
Im Januar 2004 verkaufte die HypoVereinsbank die Privatbank für 110 Mio. Euro an die niederländische ABN AMRO Bank. Diese führte daraufhin die Bethmann Maffei AG & Co. KG mit der bereits 2002 erworbenen Kölner Privatbank Delbrück & Co zum Bankhaus Delbrück Bethmann Maffei AG mit Sitz in Frankfurt am Main zusammen, in der das gesamte deutsche Privatkundengeschäft der ABN AMRO gebündelt wurde.
Neben dem Hauptsitz in Frankfurt am Main unterhielt die Delbrück Bethmann Maffei AG neun Zweigniederlassungen in Aachen, Berlin, Dortmund, Düsseldorf, Hamburg, Köln, Nürnberg, München und Stuttgart. Nach aufwendiger Renovierung wurde der Bethmannhof im Jahr 2005 als Unternehmenszentrale in Frankfurt am Main wiedereröffnet. 2004 hatte die Delbrück Bethmann Maffei AG mehr als zehn Milliarden Euro Vermögen unter Verwaltung (Assets under Management) und beschäftigte rund 470 Mitarbeiter. In den Folgejahren kam es zu schrittweisen Entlassungen; 2007 beschäftigte die Bank noch rund 320 Mitarbeiter. Erst ab 2008 stiegen die Mitarbeiterzahlen wieder an.
Im Zuge eines langwierigen Bieterwettstreits mit der britischen Barclays Bank übernahmen im Oktober 2007 die belgisch-niederländische Fortis Bank gemeinsam mit der britischen Royal Bank of Scotland und der spanischen Banco Santander den Konkurrenten ABN AMRO. Das Ziel der drei übernehmenden Banken war es, ABN AMRO untereinander aufzuteilen. Es war dabei vorgesehen, das Bankhaus Delbrück Bethmann Maffei der Fortis Bank zuzuschlagen. Diese geriet aber im Oktober 2008 in existenzbedrohende Schwierigkeiten. Um einen gänzlichen Kollaps zu verhindern, musste sie von den Staaten Belgien, Luxemburg und den Niederlanden übernommen und im Rahmen der Sanierung zerlegt werden. In diesem Zusammenhang gelangte die ABN AMRO zusammen mit ihrer Tochter Delbrück Bethmann Maffei in den vollständigen Besitz der niederländischen Staats.
2009 erfolgte die Schließung der Niederlassung der Delbrück Bethmann Maffei AG in Aachen. Im selben Jahr wurde die DBM Vermögensplanung GmbH auf die Delbrück Bethmann Maffei AG verschmolzen. Im März 2010 wurde die ABN AMRO Gruppe aus dem Bankenkonsortium aus der Royal Bank of Scotland (RBS), der Banco Santander und dem niederländischen Staat getrennt und auf die neu gegründete ABN AMRO Bank II NV übertragen, die zugleich in ABN AMRO Bank N.V. umfirmiert wurde. Diese wurde im Juli 2010 mit der Fortis Bank Nederland verschmolzen und befand sich seitdem im vollständigen Besitz der Niederlande.

### Lehman-Zertifikate
Das Vorläuferinstitut der Bethmann Bank, Delbrück Bethmann Maffei, hatte Lehman-Zertifikate verkauft. In diesem Zusammenhang verurteilte das Landgericht Hamburg im November 2009, Februar 2010, März 2010, April 2010, und Februar 2011 das Bankhaus zum Schadensersatz. Das Urteil vom November 2009 ist seit August 2010 rechtskräftig, nachdem das Bankhaus seine Berufung zwei Tage vor der Urteilsverkündung durch das OLG Hamburg zurücknahm.
Die große Mehrzahl der vor Gericht verhandelten Lehman-Streitfälle wurde, so der Vorstandsvorsitzende in einem Interview, jedoch zugunsten von Delbrück Bethmann Maffei entschieden. Im August 2012 wurde bekannt, dass das Bankhaus im Mai 2012 vom OLG Hamburg verurteilt worden war, einem geschädigten Ehepaar die Summe von 7,4 Millionen Euro zu erstatten (AZ: 14 U 291/10). Das Urteil ist rechtskräftig, da das Bankhaus auf eine Revision beim BGH verzichtete.
Ende 2014 sprach der Bundesgerichtshof (BGH) zwei weiteren Anlegern Schadensersatz für mittlerweile wertlose Zertifikate der Bank Lehman Brothers zu. Die Kunden seien von der Bethmann Bank nicht umfassend über ein Sonderkündigungsrecht aufgeklärt worden. Die Urteile sind rechtskräftig (AZ XI ZR 169/13 und 480/13). Spätestens ab 2013 wurde die Bethmann Bank aufgrund von Prospektmängeln der Riesenradfonds Singapore Flyer und Global View sowie der Filmfonds Academy 2003 und Academy 2004, die das Tochterunternehmen DBM Fonds Invest GmbH des Vorläuferinstituts Delbrück Bethmann Maffei AG Mitte der 2000er-Jahre aufgelegt hatte, auf Schadensersatzzahlungen verklagt. Bereits 2009 hatte die DBM Fonds Invest GmbH ihre aktive Geschäftstätigkeit im Bereich Fondskonstruktionen eingestellt.

### Umfirmierung in Bethmann Bank
Am 29. September 2011 gab Delbrück Bethmann Maffei bekannt, dass man von der LGT Group das Deutschlandgeschäft mit vermögenden Privatkunden übernehmen wird. Zum Preis wurden keine Angaben gemacht. Am 4. Oktober 2011 gab das Unternehmen bekannt, künftig nur noch als Bethmann Bank AG zu firmieren. Im Dezember 2011 erwarb die Bethmann Bank die LGT Bank Deutschland.
Mit der Übernahme erhöhte sich das von ihr verwaltete Vermögen in Deutschland auf rund 20 Milliarden Euro. Das Provisionsgeschäft in der Vermögensverwaltung (Asset Management) stieg durch die Übernahme um rund 37 Prozent. Im Dezember 2011 wurde Roland Schubert, bis dahin Deutschlandchef der LGT Bank, als Head of Products & Solutions in den Vorstand der Bethmann Bank AG berufen, schied bereits ein Jahr später wieder aus und wechselte zurück zur LGT Bank in Liechtenstein. Am 14. Februar 2012 wurde die Leitung der Bethmann Bank AG der ABN AMRO Holding (Deutschland) GmbH unterstellt. Als langjähriges Vorstandsmitglied der Bethmann Bank verabschiedete sich Walter Huber zum 30. Juni 2012 in den Ruhestand. Zehn Jahre zuvor war er 2002 zum Vorstandssprecher des Bankhauses Maffei und gleichzeitig in den Vorstand des Bankhauses Bethmann berufen worden und hatte vor allem bei der Fusion beider Privatbanken 2003 eine Schlüsselrolle gespielt.

### Die Bethmann Bank ab den 2010er-Jahren
Die Bethmann Bank konzentriert sich auf die Verwaltung, Beratung und Planung großer Privatvermögen. Sie betreut vornehmlich vermögende Privatkunden, institutionelle Anleger, Familienunternehmen und Vermögensverwalter. Das Archiv der Bank befindet sich heute im Institut für Stadtgeschichte in Frankfurt am Main.
Im Sommer 2017 schied Horst Schmidt als Vorstandsvorsitzender der Bethmann Bank nach 13-jähriger Tätigkeit in der Bank aus. 2004 war er in den Vorstand berufen worden; seit 2007 war er Vorstandsvorsitzender der Privatbank. Zu seinem Nachfolger wurde 2017 Hans Hanegraaf berufen, der bereits seit 1995 für die niederländische Muttergesellschaft ABN AMRO tätig war und mit seiner Berufung gleichzeitig zum Gesamtverantwortlichen des Deutschlandgeschäfts der Muttergesellschaft ABN AMRO ernannt wurde.
Im März 2019 zog die Bethmann Bank vom Bethmannhof in den Neubau Marienforum im Frankfurter Bankenviertel. Die Bethmann Bank gab bekannt, dass man alle Möglichkeiten zum Erhalt des altehrwürdigen Standorts geprüft habe, sich ein Um- oder Neubau aber über mehrere Jahre hingezogen hätte. Mit modernen Büroflächen und energieeffizienter Ausstattung erstreckte sich die neue Zentrale der Privatbank auf insgesamt 8.000 Quadratmetern. Daneben sollten auch die deutschen Corporate-Banking-Aktivitäten der ABN AMRO, die bis dahin im Frankfurter Westend ihren Standort hatten, ins Marienforum umziehen.
2022 begann die Bethmann Bank mit der Neuausrichtung ihres Wealth Management und bündelte ihre Niederlassungen in fünf Regionaleinheiten (Nord, West, Bayern, Hamburg, Südwest). Zur Region West gehören seitdem beispielsweise die Standorte Köln, Düsseldorf und Dortmund. Des Weiteren forciert die Bethmann Bank seit 2022 auch den Ausbau des mittelständischen Firmenkundengeschäfts.

### Verschmelzung mit ABN AMRO und Hauck Aufhäuser Lampe
Im Juni 2022 wurde bekanntgegeben, dass die Bethmann Bank auf die ABN AMRO Bank N.V. verschmolzen werden soll. Die Umsetzung erfolgte im Oktober 2022.
Im Mai 2025 wurde die Zusammenlegung mit der von ABN AMRO gekauften Hauck Aufhäuser Lampe Privatbank bekanntgegeben.